# Route fédérale 45
Pour les articles homonymes, voir Route 45.
La route fédérale 45, aussi connue comme route panamericaine, est une route mexicaine qui parcourt le centre et nord du Mexique, depuis Ciudad Juárez, dans l'État du Chihuahua à la frontière avec les États-Unis jusqu'à la ville de Portezuelo, dans l'État d'Hidalgo. C'est une des routes les plus importantes du pays avec une longueur de 1920 km.
La route fédérale 45 parcourt les États du Chihuahua, Durango, Zacatecas, Aguascalientes, Jalisco, Guanajuato, Querétaro et Hidalgo. Elle est à la charge du gouvernement fédéral à travers la gestion du Secrétariat de Communications et Transports (du Mexique). Sa sécurité est à la responsabilité de la police fédérale.
Les routes fédérales du Mexique se désignent avec des nombres impairs pour les routes nord-sud et avec des nombres pairs pour les routes est-ouest. Les désignations numériques commencent par le nord du Mexique pour les routes nord-sud et commencent par l'est pour les routes est-ouest. Ainsi, la route fédérale 45, en raison de sa trajectoire nord-sud, a la désignation de nombre impair et, pour se situer au Centre et Nord du Mexique, a la désignation N°45.

## Trajectoire

### Chihuahua
Longueur: 727 km
- Ciudad Juárez - Route fédérale 2
- Samalayuca
- Villa Ahumada
- El Sueco - Route fédérale 10
- Chihuahua - Route fédérale 16
- Lázaro Cárdenas
- Meoqui
- Delicias
- Saucillo
- La Cruz
- Cd. Camargo
- Jiménez - Route fédérale 49
- Hidalgo du Parral - Route fédérale 24
- Villa Matamoros

### Durango
Longueur: 467 km
- Villa Ocampo
- Canutillo
- La Zarca - Route fédérale 30
- Rodeo
- Coneto - Route fédérale 34
- San Lucas de Ocampo
- Guadalupe Aguilera - Route fédérale 23
- Victoria de Durango - Route fédérale 40 et Route fédérale 40D
- Nombre de Dios
- Vicente Guerrero

### Zacatecas
Longueur: 258 km
- Sombrerete
- Sain Alto
- San José de Lourdes - Route fédérale 49
- Fresnillo - Route fédérale 44
- Víctor Rosales
- Morelos
- Zacatecas - Route fédérale 54
- Trancoso - Route fédérale 49
- Ojocaliente
- Luis Moya (commune) - Route fédérale 71

### Aguascalientes
Longueur: 90 km
- Cosío - Route fédérale 45D
- Rincón de Romos  - Route fédérale 22
- Pabellón de Arteaga
- San Francisco des Romo - Route fédérale 71
- Aguascalientes  - Route fédérale 25 et  Route fédérale 70

### Jalisco
Longueur: 86 km
- Encarnación de Díaz
- Lagos de Moreno  - Route fédérale 80

### Guanajuato
Longueur: 192 km
- León
- Silao - Route fédérale 110D
- Irapuato - Route fédérale 110
- Salamanque - Route fédérale 43
- Valtierrilla - Route fédérale 43D
- Villagrán
- Celaya - Route fédérale 51
- Apaseo Le Grand

### Querétaro
Longueur: 24 km
- Querétaro - Route fédérale 57
- Paso de Mata  - Route fédérale 57
- El Cazadero

### Hidalgo
Longueur: 70 km
- Huichapan (Commune)
- Jonacapa
- Portezuelo - Route fédérale 85